# Islamische Gemeinschaft Serbiens

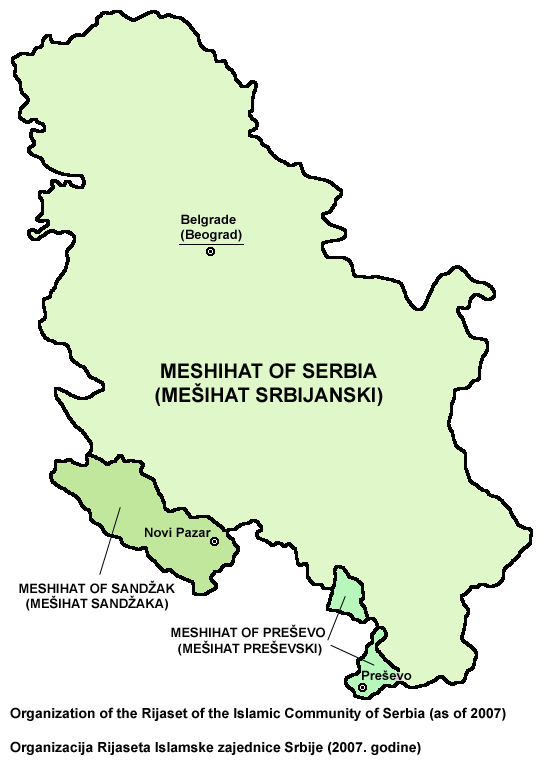
Islamische Gemeinschaft Serbiens

Die Islamische Gemeinschaft Serbiens (serbisch-kyrillisch Исламска заједница Србије, Islamska zajednica Srbije – IZS) mit Hauptsitz in Belgrad ist eine der beiden Organisationen der muslimischen Gläubigen in Serbien. Die andere ist die Islamische Gemeinschaft in Serbien (IZuS). Sie wurde im Jahr 2007 gegründet.

## Aufbau
Sie ist unterteilt in drei Meschihats (Räte): Serbien (zuständig für den Hauptteil Zentralserbiens und die autonome Provinz Vojvodina, Sitz Belgrad), Sandžak (zuständig für die Region Sandžak, Sitz Novi Pazar) und Preševo (zuständig für die an Kosovo grenzenden südserbischen Gemeinden Preševo, Bujanovac und Medveđa, Sitz Preševo). Zentrales Organ, das die drei Meschihats koordiniert ist der Rijaset der Islamischen Gemeinschaft Serbiens. Dessen Vorsteher ist Reis-ul-ulema (Großmufti) Adem Zilkić. Die Hauptmoschee in Belgrad ist die historische Bajrakli-Moschee aus dem Jahr 1575.
Der Großmufti wird nicht von allen serbischen Muslimen als oberste Autorität anerkannt, ein Großteil der Bevölkerung gehört stattdessen zur Islamischen Gemeinschaft in Serbien  (IzuS; „Islamska zajednica u Srbiji“) unter Führung von Mevlud Dudić.

## Geschichte
Als nach dem Gesetz über die Kirchen und religiösen Gemeinschaften von 2006 für jede der sieben anerkannten Religionen in Serbien eine Körperschaft auf nationaler Ebene gebildet werden sollte, registrierte sich zunächst die Islamische Gemeinschaft in Serbien (Islamska zajednica u Srbiji). Wenig später, im Oktober 2007, bildete sich jedoch als Alternative dazu die Islamische Gemeinschaft Serbiens (Islamska zajednica Srbije). Dies beruhte vorwiegend auf persönlichen und politischen Konflikten. Die Gründung der IZS wurde maßgeblich von dem langjährigen Mufti von Belgrad, Hamdija Jusufspahić, und seinen beiden Söhnen, die ebenfalls Imame sind, betrieben, weil sie die Führung der IzuS ablehnten. Sie wurde von dem bosniakisch-nationalistischen Politiker Sulejman Ugljanin, dem Führer der Partei der demokratischen Aktion (SDA) des Sandžak unterstützt. Auch wenn Adem Zilkić formal die höchste Position in der IZS innehat, gilt faktisch Muhamed Jusufspahić als Triebkraft des Verbands.
Eine trennende Frage zwischen den rivalisierenden Organisationen ist die Beziehung zur islamischen Gemeinschaft von Bosnien und Herzegowina. Die IzuS wünscht eine enge Anbindung der islamischen Gemeinschaft im Sandžak (wo sich die meisten Muslime als Bosniaken identifizieren) an Sarajevo und der in Preševo (wo die meisten Muslime ethnische Albaner sind) an den Kosovo, während die IZS diese Gemeinschaften unter rein serbischer Kontrolle halten will. Beide Verbände sprechen dem jeweils anderen die Legitimität und Legalität ab und haben sich sogar gewaltsame Auseinandersetzungen geliefert.
Das serbische Religionsministerium erkennt beide Gemeinschaften an, der IZS fehlt aber die Anerkennung durch die benachbarten islamischen Gemeinschaften in Bosnien und Herzegowina, Montenegro, Kosovo und Nordmazedonien. Sie kontrolliert weniger Moscheen und islamische Organisationen im Land, gilt als weniger aktiv und weniger gut organisiert als ihre Rivalin.